# San Sebastián de Aparicio
San Sebastián de Aparicio  es una localidad del estado mexicano de Puebla. Es parte del municipio de Puebla.

## Toponimia
El nombre de la localidad hace referencia al santo patrono de la localidad: Sebastián de Aparicio, fraile franciscano fallecido en la vecina ciudad de Puebla.

## Demografía
| Gráfica de evolución demográfica |
|                                  |

| Censo | Población |
| ----- | --------- |
| 1900  | 481       |
| 1910  | 504       |
| 1921  | 483       |
| 1930  | 616       |
| 1940  | 517       |
| 1950  | 654       |
| 1960  | 1 083     |
| 1970  | 1 266     |
| 1980  | 1 469     |
| 1990  | 2 704     |
| 1995  | 3 691     |
| 2000  | 4 229     |
| 2005  | 5 362     |
| 2010  | 6 644     |
| 2020  | 8 370     |